# 4e Haarlem Basketball Week
De 4e editie van de Haarlem Basketball Week werd gehouden van december 1985 tot en met januari 1986 in het Kenemer Sportcentrum. Het evenement werd bezocht door ongeveer 16.000 toeschouwers.

## Poule A
- Doppeldouche Den Helder
- Washington
- Nashua Den Bosch
- Joegoslavië

## Poule B
- Lafayette Hustlers
- Renault Gent
- Hapoel Tel Aviv
- Canadians Amsterdam

## Uitslagen

### Groepsfase

#### Poule A
- - Doppeldouche Den Helder 91 vs 75 Washington
  - Washington 83 vs 104 Nashua Den Bosch
  - Joegoslavië 99 vs 73 Doppeldouche Den Helder
  - Nashua Den Bosch 94 vs 79 Doppeldouche Den Helder
  - Joegoslavië 117 vs 80 Washington
  - Nashua Den Bosch 85 vs 92 Joegoslavië

#### Poule B
- - Lafayette Hustlers 80 vs 79 Renault Gent
  - Hapoel Tel Aviv 86 vs 66 Canadians Amsterdam
  - Canadians Amsterdam 79 vs 100 Renault Gent
  - Hapoel Tel Aviv 80 vs 73 Lafayette Hustlers
  - Renault Gent 77 vs 87 Hapoel Tel Aviv
  - Canadians Amsterdam 75 vs 101 Lafayette Hustlers

## Eindstand voorronden

#### Poule A
- 1.  Joegoslavië
- 2.  Nashua Den Bosch
- 3.  Doppeldouche Den Helder
- 4.  Washington

## Poule B
- 1.  Hapoel Tel Aviv
- 2.  Lafayette Hustlers
- 3.  Renault Gent
- 4.  Canadians Amsterdam

## Kruiswedstrijden
Om de eerste tot en met de vierde plaats
- - Joegoslavië 98 vs 87 Lafayette Hustlers
  - Hapoel Tel Aviv 83 vs 84 Nashua Den Bosch

Om de vijfde tot en met de achtste plaats
- - Doppeldouche Den Helder 87 vs 92 Canadians Amsterdam
  - Renault Gent 101 vs 88 Washington

## 7e/8e plaats
- - Doppeldouche Den Helder 110 vs 98 Washington

## 5e/6e plaats
- - Renault Gent 78 vs 72 Canadians Amsterdam

## 3e/4e plaats
- - Hapoel Tel Aviv 73 vs 70 Lafayette Hustlers

## 1e/2e plaats
- - Joegoslavië 88 vs 76 Nashua Den Bosch

## Eindstand
- 1.  Joegoslavië
- 2.  Nashua Den Bosch
- 3.  Hapoel Tel Aviv
- 4.  Lafayette Hustlers
- 5.  Renault Gent
- 6.  Canadians Amsterdam
- 7.  Doppeldouche Den Helder
- 8.  Washington